# Jan Oostenenk
Jan Oostenenk (Deventer, 10 september 1889 – Deventer, 5 april 1971) was een Nederlandse voetballer die als verdediger actief was bij voetbalvereniging Go Ahead te Deventer.
Hij maakte in het seizoen 1916/17, samen met Jan Zandvliet, Arnold Pijpenbroek, Fré Kolkman, Jim Miller, Edu Haes, Jan Pijpenbroek, Bertus Haes, Arie Koorenblik, Gerrit van de Waarde en Jaap Nijenhuis, deel uit van het elftal van Go Ahead dat Nederlands kampioen werd. Oostenenk werd in 1935 samen met Jan Halle, Fré Kolkman, Willem Koster en Junte Koopman tot lid van verdienste van Go Ahead benoemd.